# Nyeles agancsgomba
A nyeles agancsgomba (Xylaria longipes) a Xylariaceae családba tartozó, Eurázsiában és Észak-Amerikában honos, lombos fák korhadó ágain élő, nem ehető gombafaj.

## Megjelenése
A nyeles agancsgomba termőteste 2,5-6,5 cm magas és 0,5-1,5 cm vastag, alakja bunkószerű, néha kissé lapított vagy szabálytalan, csúcsa lekerekített. Esetenként elgörbülhet, de soha nem elágazó. A nyele néha aránytalanul hosszú lehet, máskor rövid vagy majdnem hiányzik. Színe fiatalon szürkés vagy barnás, éretten sötétbarna vagy fekete. A nyél töve feketén vagy rozsdabarnán szőrözött lehet. Felszíne idősen gyakran repedezett, pikkelyes. Ritkán 2-3 példány az alján összenőhet. 
Húsa belül fehér, húsa parafaszerűen szívós. Szaga nem jellegzetes.
Spórája orsó vagy bab alakú, sima, mérete 12–16 x 5–6 µm.

### Hasonló fajok
A bunkós agancsgomba hasonlít hozzá. 

## Elterjedése és termőhelye
Eurázsiában és Észak-Amerikában honos. 
Lombos fák (tölgy, juhar, gyertyán) földön korhadó, de még kéreggel bevont ágain található meg egyesével, kisebb csoportokban, néha tömegesen. Néha úgy látszik, mintha a talajon ülnének a kis bunkós termőtestek, a földben mindig megtalálhatók az ágak, amelyről valójában erednek. Egész évben teremhet. 

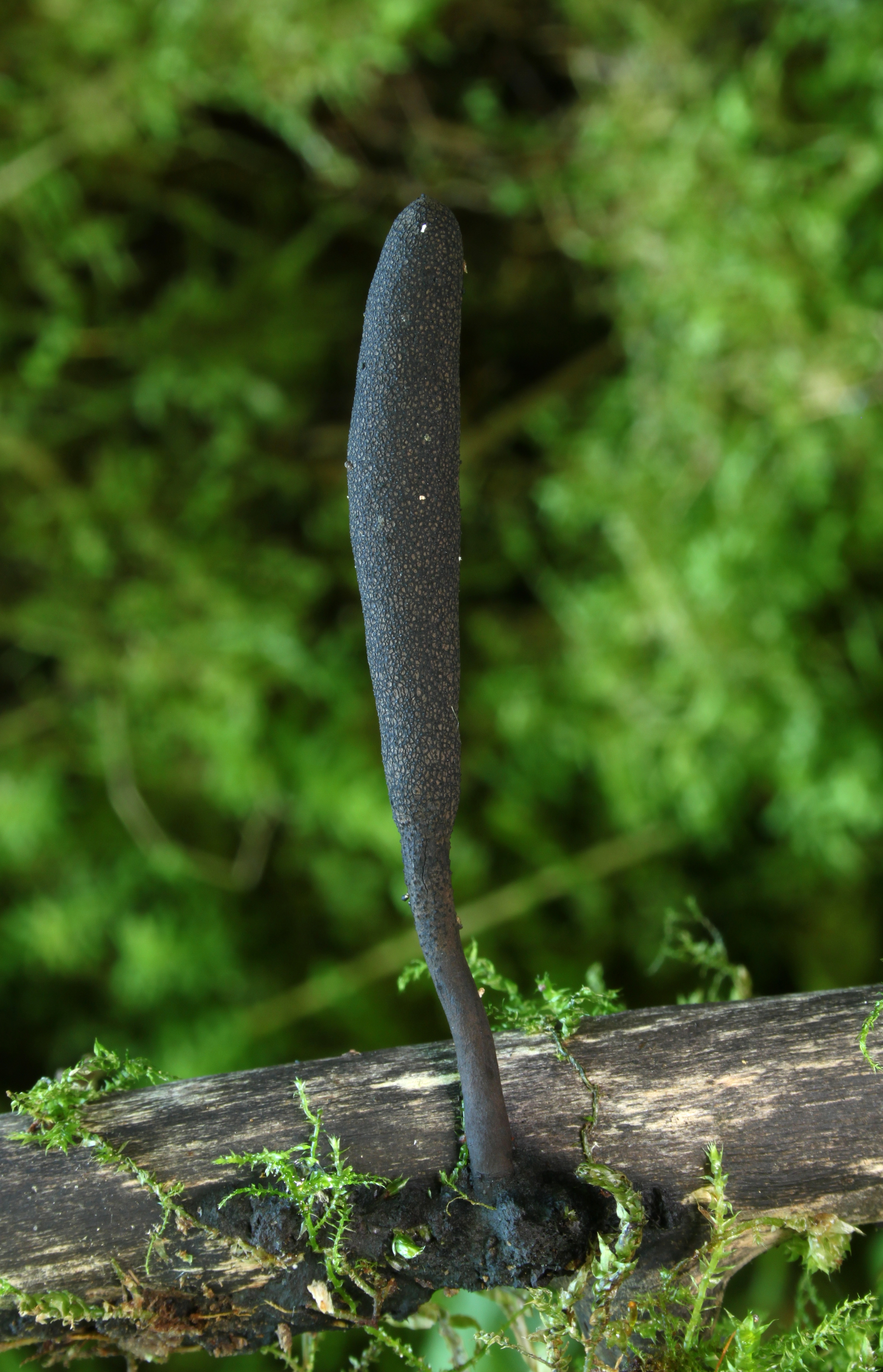
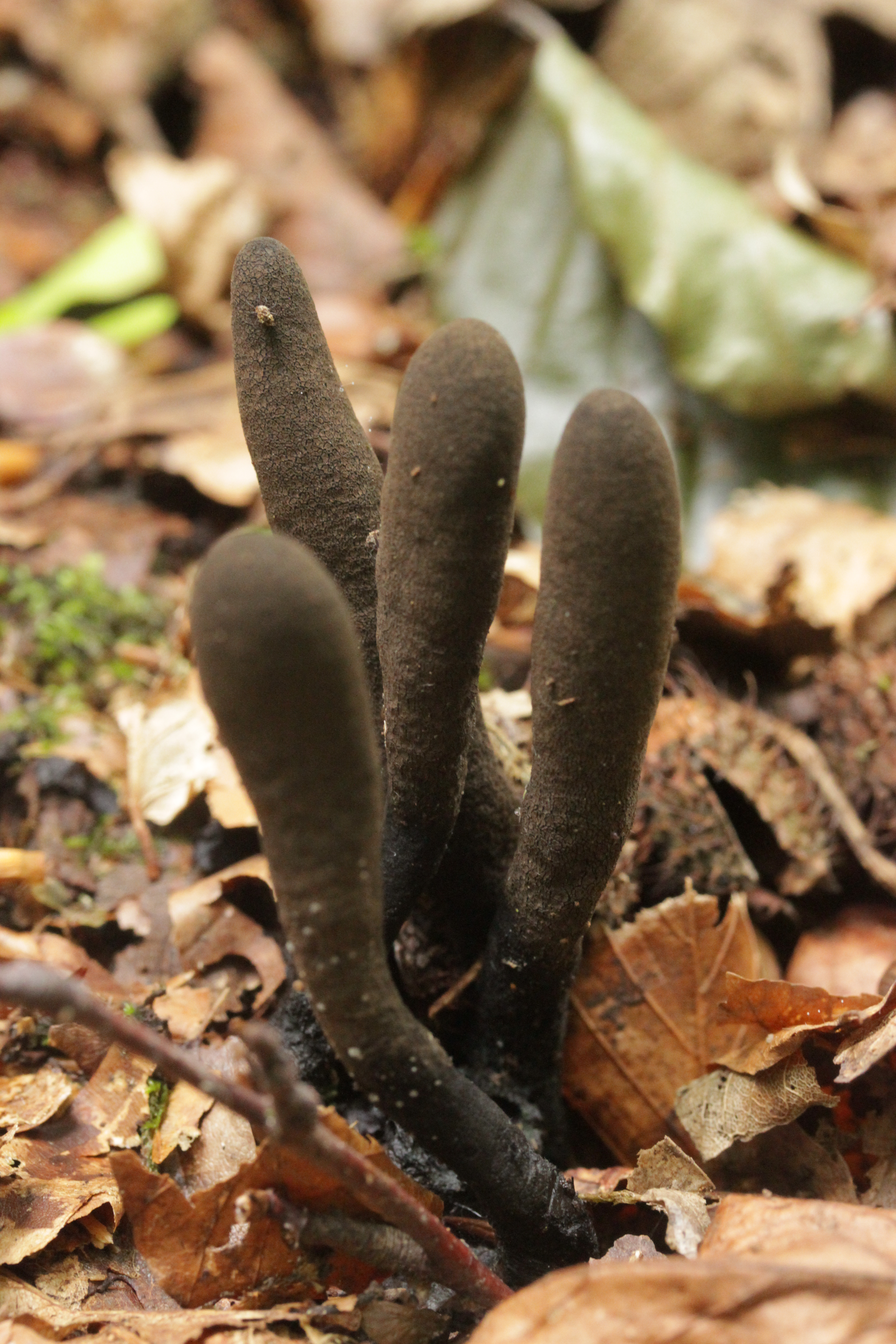
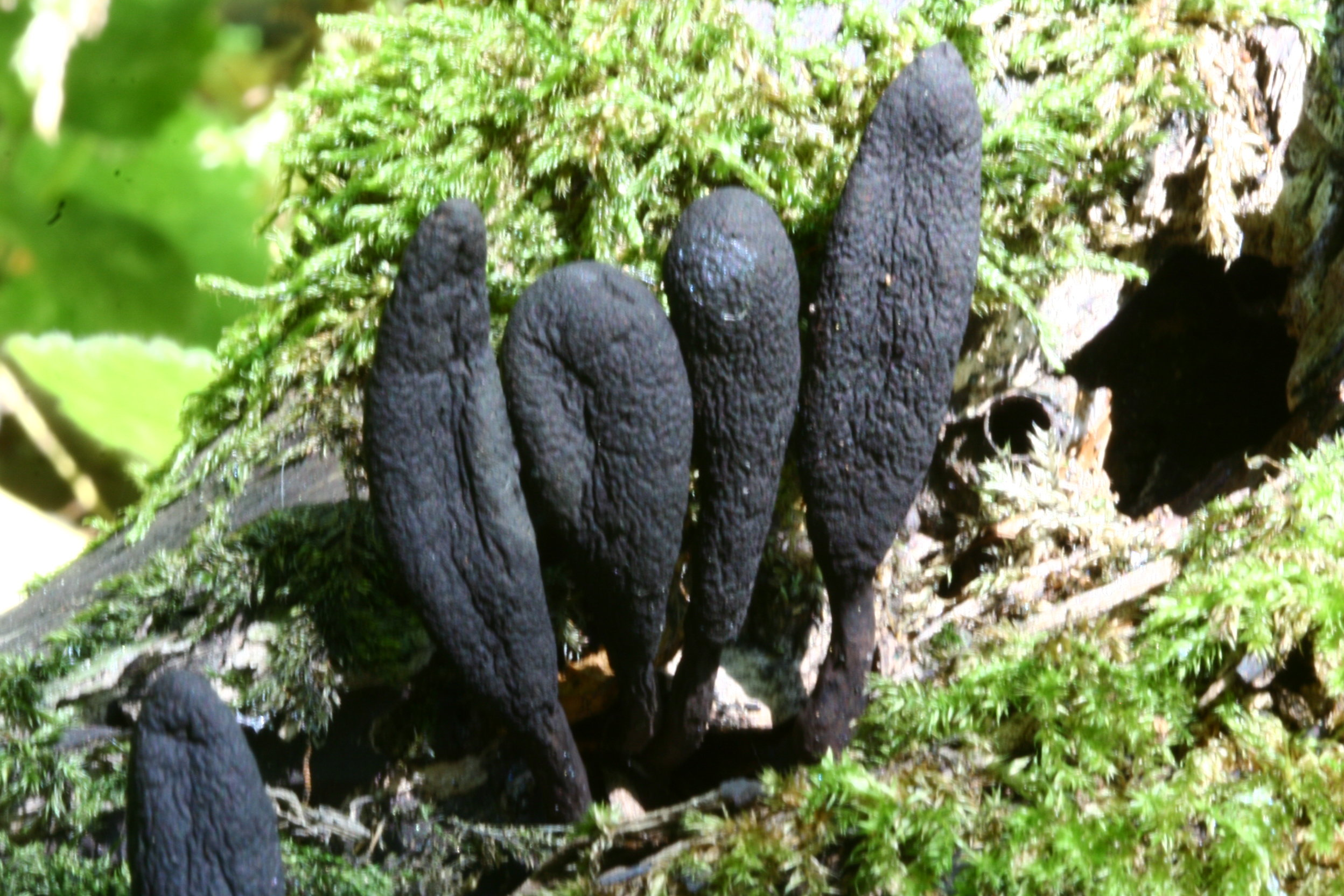
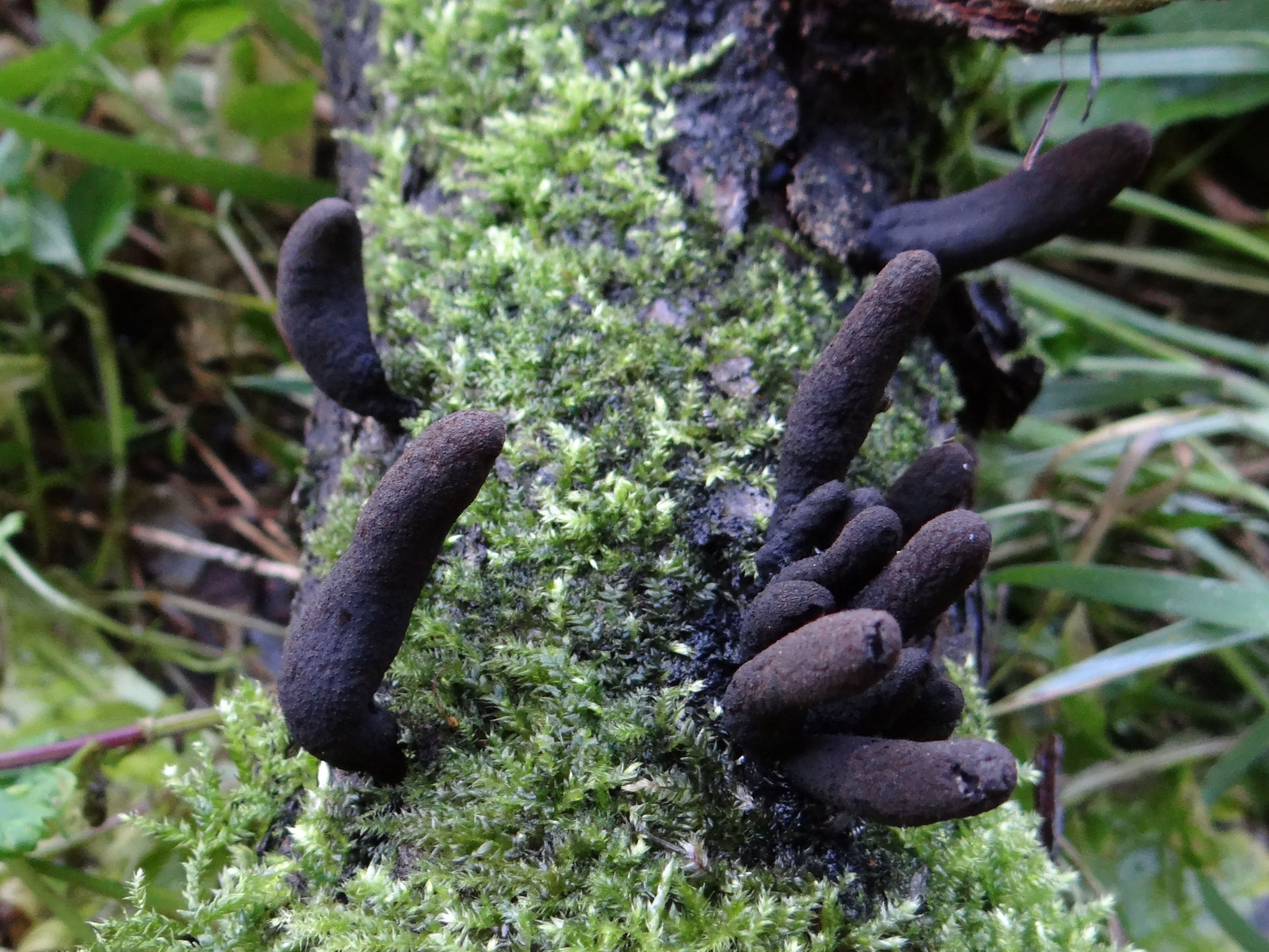

Nem ehető.  